# Саику
Саику (斎宮), познато и као "Ицуки ни мија" (いつきのみや) било је село смештено око 10 км северозападно од великог светилишта у Исеу, једног од најважнијег шинтоисточних светилишта у Јапану. Сматра се да га је основао цар Суџин  па се за њега понекад користи назив Бамбусова палата. Саику је служио као званично боравиште саиоа, неудатих царских принцеза које су служиле у светилишту Исе у име цара од Асука до Нанбокучо периода јапанске историје. Након што је систем саиоа превазиђен, Саику је поново постао регуларно село узгајивача пиринча које и дан данас постоји у префектури Мије.
Древно налазиште Саикуа простире се на 2 км од истока до запада и око 700 метара од севера ка југу што га чини једним од већих налазишта на тлу Јапана. Пронађен је током изградње једне куће 1970. године, где је из земље извучен један велики ханива коњ. Изградња је обустављена и након детаљног прегледа остаци су препознати као боравиште саиоа. Саику достиже врхунац од краја Нараа до раног Хеиан периода јер многи пронађени предмети и реликвије потичу из тог доба. Грађевине су у Шинден-зукури стилу и направљени су од кедра и јапанског чемпреса без употребе ексера.